# Kratki ispružač palca (ruka)
Kratki ispružač palca (lat. musculus extensor pollicis brevis) je mišić stražnje strane podlaktice. Mišić inervira lat. nervus radialis.

## Polazište i hvatište
Mišić polazi s palčane kosti (stražnje strane),  međukoštane opne podlaktice i lakante kosti (stražnje strane). Mišić prelazi u tetivu koja se hvata za proksimalni članak palca (stražnu stranu).